# Mark Kișinevski
Mark Haimovici Kișinevski (în rusă Марк Хаимович Кишинёвский; n. 1917, Tighina, Imperiul Rus – d. 2 octombrie 1993, Voronej, Rusia) a fost un evreu basarabean, chimist sovietic moldovean, doctor în științe tehnice (1955), profesor universitar (1955), laureat al titlului de Lucrător emerit în știință și tehnică al RSS Moldovenești.

## Biografie
Mark Haimovici Kișinevski s-a născut în anul 1917 în orașul Bender (Tighina), unde a absolvit liceul românesc. Până în 1940 a studiat la Facultatea de Chimie a Institutului Politehnic din București. După anexarea Basarabiei de către URSS, s-a întors la Bender.
A absolvit Institutul Chimico-Tehnologic „D. I. Mendeleev” din Moscova, unde și-a susținut teza de doctorat și ulterior cea de doctor habilitat. A fost angajat ca profesor la Catedra de Chimie Generală, Analitică și Anorganică a Institutului Tehnic de Industrie Piscicolă din Astrahan (1958–1960, șef de catedră), apoi la Catedra de Chimie Generală și Anorganică a Universității de Stat din Chișinău.
Din 1964 a fost prim-prorector pentru activitatea științifică al nou-înființatului Institutul Politehnic din Chișinău și șef al Catedrei de Procese și Aparate din Industria Alimentară.
Între 1971 și 1989 a condus Catedra de Procese și Aparate ale Producției Chimice și Alimentare a Institutului Tehnologic din Voronej.
Principalele sale lucrări științifice sunt în domeniul teoriei transferului de masă, fiind cunoscut pentru teoria reînnoirii suprafeței Kișinevski–Dankwerts (1949–1956). Spre deosebire de modelul lui Dankwerts (1951), teoria sa introduce coeficientul de difuzie convectivă (suma dintre difuzia moleculară și cea turbulentă) ca parametru cinetic principal.
A contribuit și la teoria absorbției chimice, la studiile de hidrodinamică și la cele privind schimbul termic.
Printre discipolii săi se numără T. S. Kornienko și Alexandru Dicusar.

## Lucrări
- Cercetări privind schimbul de căldură și de masă (împreună cu T. S. Kornienko), Chișinău: Cartea Moldovenească, 1967.
- Echilibre membranare. Metode membranare de separare (împreună cu T. S. Kornienko), Voronej: Academia Tehnologică de Stat, 1996.